# Artigues-près-Bordeaux
Artigues-près-Bordeaux (okzitanisch: Artigas de Bordèu) ist eine französische Gemeinde mit 8.623 Einwohnern (Stand: 1. Januar 2022) im Département Gironde in der Region Nouvelle-Aquitaine. Die Stadt liegt im Arrondissement Bordeaux und ist Teil des Kantons Lormont. Die Einwohner heißen Artiguais. Die Gemeinde wird durch Tram- und Buslinien der TBC erschlossen.

## Geographie
Artigues-près-Bordeaux liegt im östlichen Vorortbereich von Bordeaux. Die Kleinstadt wird vom Flüsschen Gua durchquert, das hier unter dem Namen Desclaux bekannt ist. Umgeben wird Artigues-près-Bordeaux von den Nachbargemeinden Yvrac im Norden, Tresses im Osten, Floirac im Süden, Cenon im Westen und Lormont im Nordosten.
In der Gemeinde kreuzen sich die Autoroute A89 und die Route nationale 230.

## Bevölkerungsentwicklung
| 1962                       | 1968 | 1975 | 1982 | 1990 | 1999 | 2006 | 2017 |
| -------------------------- | ---- | ---- | ---- | ---- | ---- | ---- | ---- |
| 775                        | 966  | 1499 | 2723 | 5530 | 5984 | 6325 | 8639 |
| Quellen: Cassini und INSEE |      |      |      |      |      |      |      |

## Sehenswürdigkeiten

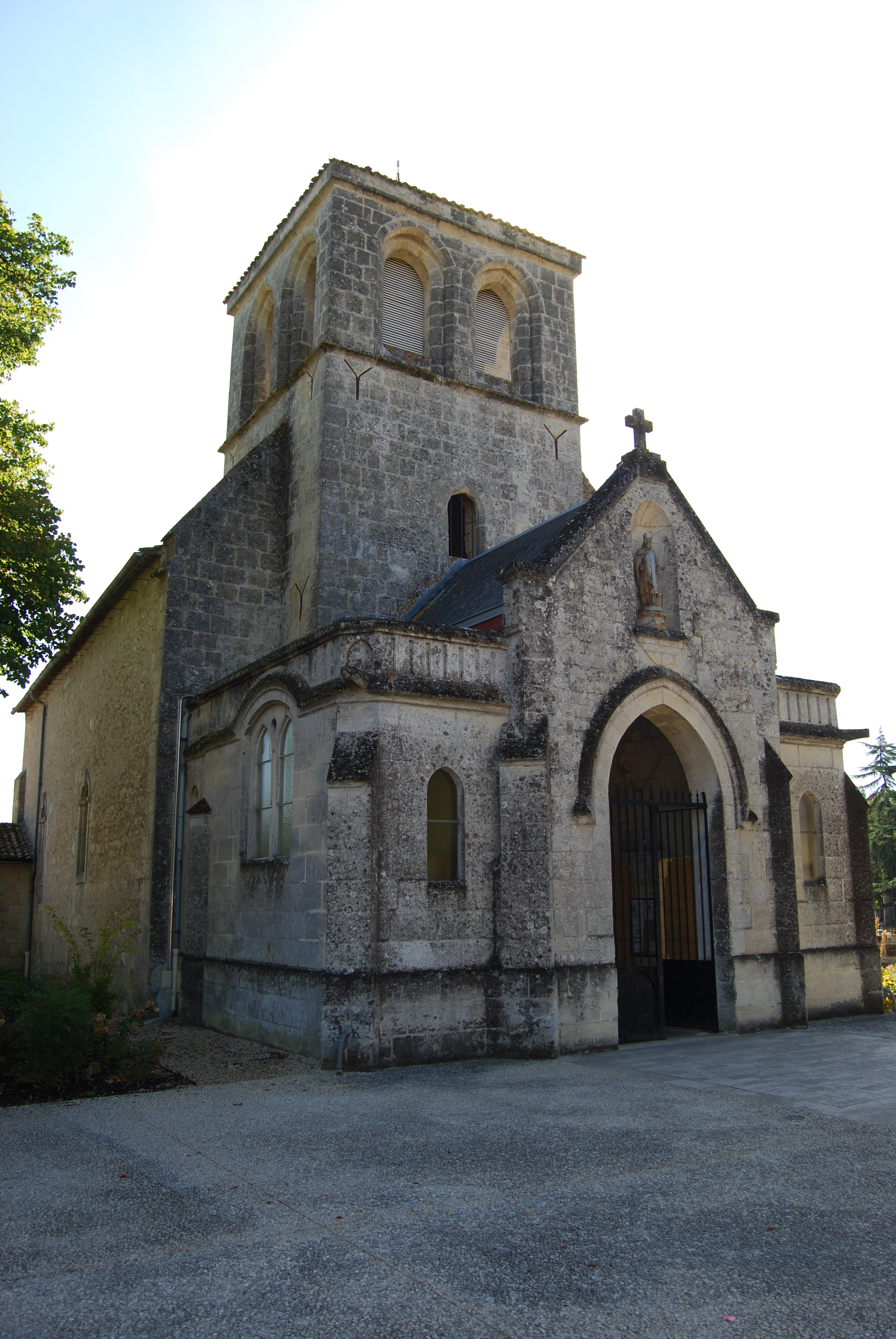
Kirche Saint-Seurnin

- Romanische Kirche Saint-Seurin aus dem 12. Jahrhundert, seit 1925 Monument historique
- Château de la mairie mit dem Park
- Château Le Gay
- Château Lestrille
- Château Bétailhe
- Château Feydeau